# Rézvörös tinóru
A rézvörös tinóru (Imperator luteocupreus) a tinórufélék családjába tartozó, Európában elterjedt, meleg lomberdőkben élő, mérgező gombafaj. 

## Megjelenése

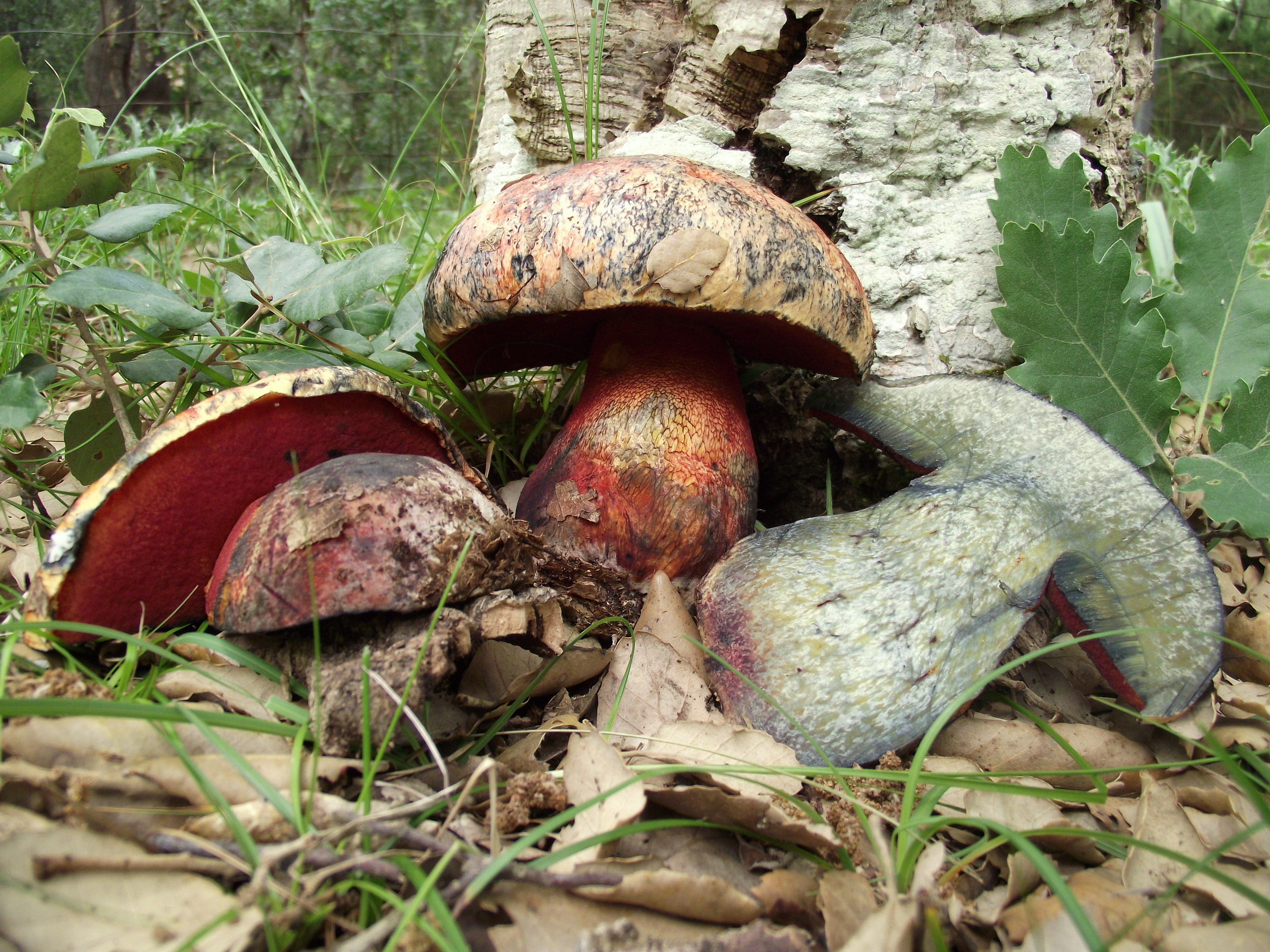

A rézvörös tinóru kalapja 6-12 cm széles, fiatalon félgömb alakú, később domború, idősen széles domború. Széle sokáig begöngyölt marad. Színe igen változatos: eleinte világossárga, de hamar vöröses narancssárga lesz, sokféle színárnyalattal (főleg a rezes gyakori), sárga alapon rózsaszín és rózsaszínes-barna szemcsés. Széle sokszor sárgásan elszíneződik. Felülete fiatalon bársonyos, később sima. 
Húsa vastag, kemény. Színe citromsárga, krómsárga, a tönk tövében gyakran borvörös. Nyomásra, sérülésre gyorsan és erősen kékül, majd félóra múlva halványul és piszkos narancsvörösre vált. Íze enyhe, kissé savanyú, élvezhetetlen. Szaga kissé kellemetlen.
Termőrétege pórusos. A csöves rész sárga, sérülésre erősen kékül. A pórusok élénkvörösek, bíboros árnyalat nincs.
Tönkje zömök, vaskos, bunkószerű. Alapszíne pasztellsárga, halványsárga vagy narancssárga, amin finom, élénkpiros hálózat látszik. Nyomásra, sőt érintésre is kékül. 
Spórapora olívbarna. Spórái 12–18,5 × 5,5 μm-esek. 

### Hasonló fajok
A sátántinóruval, a rózsáskalapú tinóruval vagy a borvörös tinóruval lehet összetéveszteni.  

## Elterjedése és termőhelye
Európában honos, inkább a kontinens déli részén. Magyarországon nagyon ritka.
Melegkedvelő lomberdőben él, különösen bükk, tölgy és gesztenye alatt. Nyáron és kora ősszel terem. 
Nyersen mérgező, alaposan megfőzve is okozhat emésztőszervi panaszokat.